# Centro Pedro Anitua
Centro fundado en 1985 por el entonces alcalde de Vitoria, José Ángel Cuerda, y el apoyo del Gobierno Vasco para ofrecer una oportunidad a adolescentes que no encajaban en el sistema educativo convencional, evitando que cayeran en la exclusión social. El centro recibió el nombre Pedro Anitua en memoria del sacerdote director y cofundador de las Escuelas Diocesanas.
Para ubicar el centro se eligió un edificio singular, un chalé de estilo regional de la zona más aristocrática de Vitoria, el paseo de Fray Francisco, frente al parque de El Prado. En él se impartían dos programas educativos diferentes: uno dedicado a menores de dieciséis años, denominado enseñanza compensatoria o complementaria; otro a jóvenes que habían superado la edad de la escolarización obligatoria, a quienes se les ofrecían cursos de iniciación en el oficio de carpintería.
Este centro, pionero en España en materia de educación especial, se ha cerrado en 2006, con el consentimiento del Departamento de Educación del Ejecutivo autónomo, de quien dependía económicamente, para ubicar en él las oficinas centrales de AMVISA (Aguas Municipales de Vitoria Gasteiz S.A.U.).  

## Hemeroteca
- El observatorio ambiental abrirá en otoño tras la reforma del centro Pedro Anitua Vocento (19-06-2006)

- El cierre de Pedro Anitua deja a Vitoria sin el único centro para alumnos problemáticos. El Correo (15-09-2006).

- Datos: Q5761463